# Yann Le Goff
Pour les articles homonymes, voir Le Goff.
Yann Le Goff né le 9 février 2003 à Fouesnant, est un nageur français spécialiste des épreuves nage libre et de brasse.

## Biographie
Il se lance dans la compétition dès l'âge de 10 ans au sein du club de l'Union Quimper Natation.
En 2019, il remporte deux médailles d'argent aux championnats de France espoir sur 100 et 200 mètres brasse. Il se spécialise ensuite vers la nage libre et intègre le club rennais du Cercle Paul Bert, après un passage au club brestois.
En août 2023, il participe aux premiers championnats d'Europe U23 à Dublin d'où il repart avec l'argent sur 200 mètres nages libre. Il monte sur la deuxième marche du podium aux championnats de France en petit bassin sur 100 m nage libre mais remporte aussi le bronze en individuel sur 200 m nage libre et 200 m brasse ainsi que deux médailles d'argent en relais 4 × 50 m messieurs en nage libre et quatre nages.
Il intègre l'équipe de relais pour les Jeux olympiques de Paris 2024 : en série du relais 4 x 200 mètres nage libre, la France réalise le troisième meilleur temps mais est battue en finale avec une cinquième place en 7 min 4 s 80.
Aux championnats nationaux en petit bassin 2024, le relais rennais décroche encore la médaille d'argent en 4 × 50 m nage libre.
Aux championnats du monde 2025, il participe aux trois relais 4 × 100 m (hommes nage libre, hommes quatre nages, mixte nage libre) et 4 × 100 m quatre nages. Le vendredi en finale du 4 × 200 m, le relais finit à la sixième place ; le samedi, le relais mixte remporte la médaille de bronze en établissant un nouveau record de France avec ses compatriotes Grousset, Wattel et Gastaldello ; enfin le dimanche, il est le dernier relayeur en nage libre pour le 4 × 100 m quatre nages après les passages de Ndoye-Brouard, Marchand et Grousset et touche le plot d'arrivée en deuxième position, signant un nouveau record de France en  3 min 27 s 96.

## Palmarès

### Championnats du monde en grand bassin
- Championnats du monde 2025 à Singapour :
  -  médaille d'argent du relais 4 × 100 m quatre nages
  -  médaille de bronze du relais 4 × 100 m nage libre mixte